# Cerkiew św. Mikołaja Japońskiego w Maebashi
Cerkiew św. Mikołaja Japońskiego – prawosławna parafialna cerkiew w Maebashi.

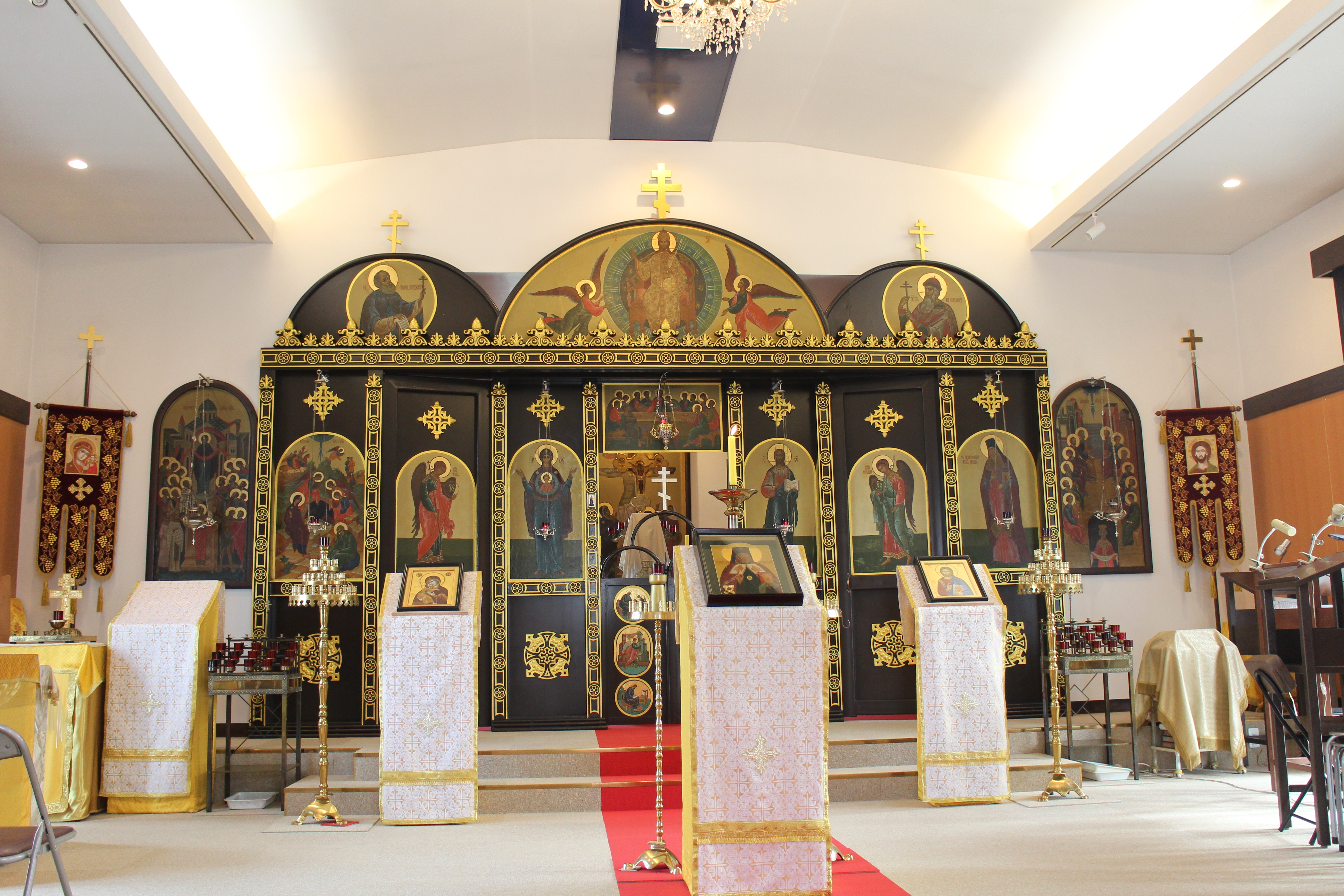
Wnętrze cerkwi

Pierwsze informacje o istnieniu w Maebashi społeczności prawosławnej pochodzą z 1875. Wiadomo również, iż cztery lata później w mieście przebywał archimandryta Mikołaj (Kasatkin), kierujący rosyjską misją prawosławną w Japonii, który przeprowadził w Maebashi masowy chrzest grupy chłopów i pracowników zakładów tkackich, jak również ich założyciela. W 1884, gdy parafia liczyła już 600 wiernych, wzniesiono na jej potrzeby pierwszą cerkiew. Kilka lat później spłonęła ona w pożarze, została jednak szybko odbudowana. Świątynia ta została całkowicie zniszczona w czasie nalotów na Japonię w 1945.
Współcześnie istniejący budynek cerkwi został wzniesiony w 1972 i otrzymał wezwanie kanonizowanego dwa lata wcześniej Mikołaja (Kasatkina). Jest to świątynia jednonawowa, z przylegającą dzwonnicą. We wnętrzu znajduje się dwurzędowy ikonostas.